# Aşağıulupınar, Darende
Aşağıulupınar là một thị trấn thuộc huyện Darende, tỉnh Malatya, Thổ Nhĩ Kỳ. Dân số thời điểm năm 2011 là 2.019 người.